# Turbopropelerski motor
Turbopropelerski motor je tip turbinskega letalskega motorja  Turbina poganja propeler preko reduktorja. Okrog 10 % celotne moči motorja se pojavi v obliki kinetične energije izpušnih plinov - reakcije, kot pri reaktivnem motorju, vendar turboprop ne velja za reaktivni motor. Propeler se po navadi vrti pri konstantni vrtilni hitrosti, pri večjih močeh pa se poveča njegov vpadni kot.
Turboprope po navadi uporabljajo za pogon manjših regionalnih letal s potovalno hitrostjo okrog 500-600 km/h. So pa izjeme, ki dosegajo tudi 900 km/h (potniški Tupoljev Tu-114) in vzletno težo čez 200 ton (Antonov An-22). Airbusovega vojaškega transporterja A400M poganjajo štirje turbopropi Europrop TP400.

## Delovanje
V najenostavnejši izvedbi je sestavljen iz vstopnika, kompresorja, zgorevalne komore, turbine in izpušnega dela. Zrak vstopi in se stisne v kompresorju, v zgorevalni komori se stisnjenemu zraku doda gorivo (kerozin) in zmes se vžge. Kompresor, zgorevalno komoro in turbino, ki žene kompresor, kdaj skupno imenujemo plinski generator (ang. Gas Generator). 
Nastali pritisk se delno uporablja za pogon kompresorja, ostali del pa za pogon turbine, ki preko reduktorja poganja propeler. Izpuh za razliko od reaktivnega motorja prispeva le do 10% skupnega potiska.
Ločimo dve vrsti turbopropelerskih motorjev:
- Turbopropelerski motor s fiksno gredjo imajo gred za pogon propelerja priključeno neposredno na plinski generator. Za zagotavljanje optimalnega izkoristka je vrtilna hitrost propelerja določena in je med letom praktično ni možno spreminjati.

- Turbopropelerski motor s prosto turbino ima turbino in gred za pogon propelerja fizično ločeno od plinskega generatorja, kar je identično turbogrednemu motorju. Pri tem tipu motorja je možno vrtilno hitrost propelerja spreminjati precej bolj neodvisno od vrtilne hitrosti plinskega generatorja, poleg tega je v primeru dodajanja moči pospeševanje plinskega generatorja hitrejše, saj ga ne obremenjuje masa propelerja.

## Primeri turbopropov
- Europrop TP400: na Airbusu A400M, moč 11 000 KM (8 203 kW)
- Kuznecov NK-12: na Tupoljevu Tu-95, in Antonovu An-22, moč 14 795 KM (11 033 kW) njegovi kontrarotirajoči propelerji presežejo hitrost zvoka
- Progress D-27 Propfan: na Antonovu An-70, moč 14 000 KM (10 440 kW), zaradi posebne oblike kontrarotirajočega propelerja se imenuje tudi PropFan
- Pratt & Whitney Canada PT6: najbolj množično uporabljen turboprop na svetu, moč od 580 KM do 1.940 KM (1.450 kW)